# Kolkata
Kolkata lub Kalkuta (hindi कोलकाता, trl. Kolkātā, trb. Kolkata; bengali: কলকাতা, trl. Kolkatā, trb. Kolkata ang. Kolkata; do 2001 r. hindi कलकत्ता, trl. Kalkattā, trb. Kalkatta; ang. Calcutta) – miasto w Indiach, w delcie Gangesu, stolica stanu Bengal Zachodni, trzecia aglomeracja w kraju licząca około 15 milionów mieszkańców.

## Historia
Kalkuta została założona w 24 sierpnia 1690 r., kiedy Brytyjska Kompania Wschodnioindyjska weszła w posiadanie trzech wiosek, w tym Kalikaty, od której nazwy wywodziła się pierwotna nazwa. W 1698 r. ukończono budowę fortu Williams. W 1756 r., w czasie wojny siedmioletniej miał miejsce incydent w Czarnej Jamie. Wobec zignorowania żądania miejscowego władcy, który nie chciał rozbudowy fortu, wtrącono ponad 140 brytyjskich żołnierzy i cywilów do lochu o powierzchni 20 metrów kwadratowych. Następnego ranka dożyło tylko 23 więźniów.
W 1772 r. Kalkuta została stolicą Indii Brytyjskich. Była nią aż do 1912 r., kiedy miasto utraciło stołeczność na rzecz Nowego Delhi. W tym czasie osuszono okoliczne bagna i rozbudowano miasto.
W czasie II wojny światowej miasto zostało dwukrotnie zbombardowane przez Japończyków. W 1943 r. z powodu przekazywania żywności wojskom alianckim zapanował głód, w wyniku którego zmarło ponad 5 mln ludzi. W 1946 r. doszło do zamieszek, w wyniku których śmierć poniosło 2 tys. ludzi. Po podziale Indii Brytyjskich doszło do masowej migracji: Hindusi uciekali z ówczesnego Pakistanu Wschodniego (obecnego Bangladeszu) do Indii, natomiast muzułmanie migrowali w przeciwną stronę.
W latach sześćdziesiątych i siedemdziesiątych strajki, przerwy w dostawach energii elektrycznej i działalność maoistowskich bojowników spowodowały stagnację gospodarczą miasta. W połowie lat dziewięćdziesiątych nastąpiła powolna poprawa sytuacji gospodarczej, po wprowadzeniu przez rząd Indii reform gospodarczych. Od początku XXI wieku, dzięki sektorowi IT, gospodarka szybko się rozwija.

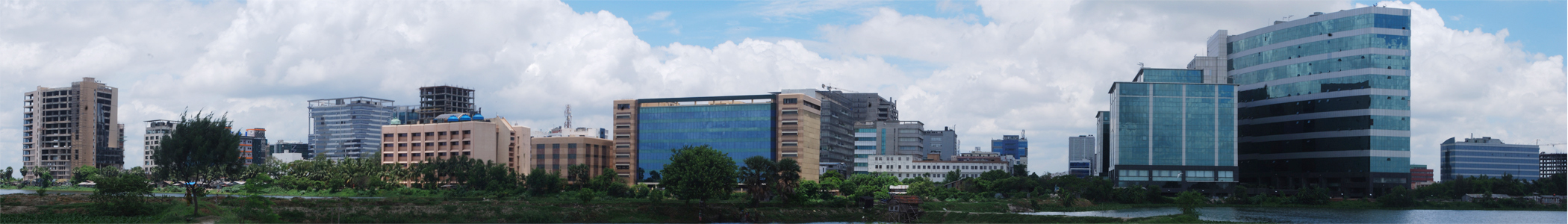
Dzielnica Saltlake City

W 2001 r. zmieniono angielską nazwę Kalkuta na Kolkata.
Z miastem związana jest postać świętej Matki Teresy z Kalkuty.

## Gospodarka
Wielki węzeł komunikacyjny i port morsko-rzeczny; wielki ośrodek przemysłowy, handlowy, naukowy i kulturalny.

## Transport

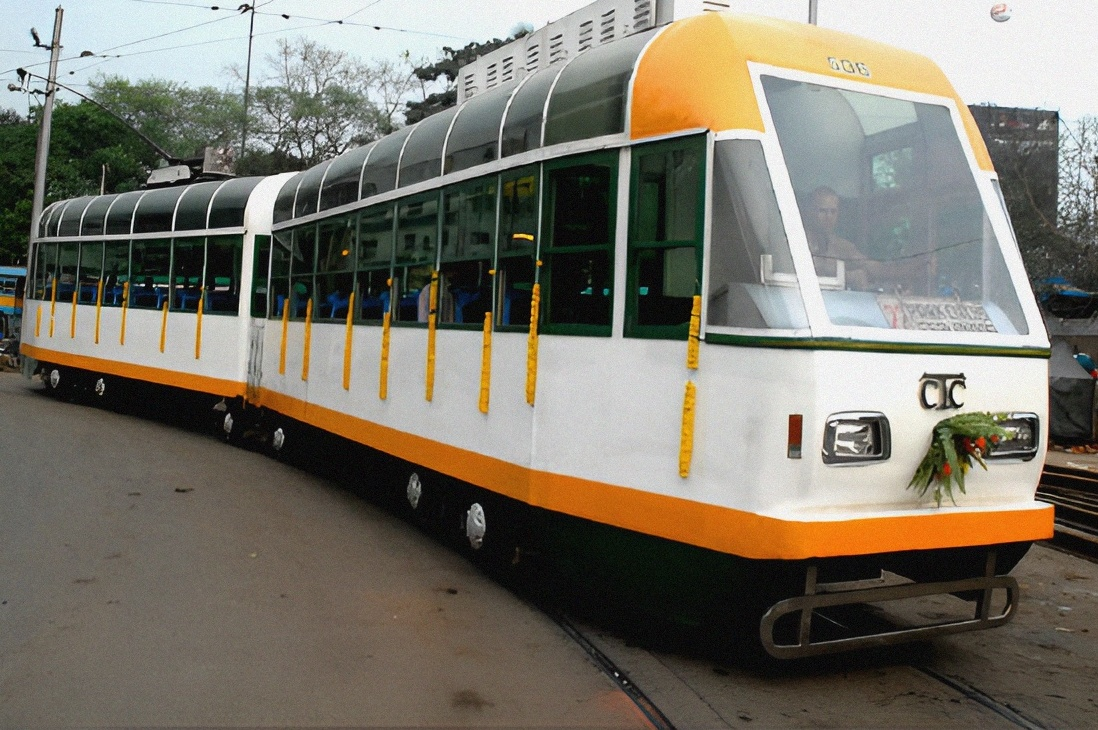
Tramwaj w Kolkacie

Kolkata jest jedynym indyjskim miastem, w którym istnieje sieć tramwajowa. Jest ona jednocześnie najstarszą siecią istniejącą w Azji, w trakcji elektrycznej operuje od 1900 roku. Pierwsze, jeszcze konne tramwaje rozpoczęły kursowanie w 1873 roku.

## Kultura
Liczne zabytki architektury pałacowej i świątynie hinduskie, a w leżącym w obrębie metropolii Howrah znajduje się najstarszy w Indiach ogród botaniczny. Siedziba rzymskokatolickiej archidiecezji kalkuckiej. W Kolkacie znajduje się także Biblioteka Narodowa Indii.

## Szkolnictwo wyższe
- University of Calcutta (1857)
- Jadavpur University (1905)
- Bengal Engineering & Science University (1856)
- Rabindra Bharati University
- West Bengal University of Health Sciences
- West Bengal National University of Juridical Sciences
- West Bengal University of Animal and Fishery Sciences
- West Bengal University of Technology

## Miasta aglomeracji
- Bhatpara
- Howrah

## Osoby pochodzące z Kolkaty
- Leander Paes – tenisista

## Kalkuta w literaturze
- Dominique Lapierre: Miasto radości
- Krzysztof Mroziewicz: Ucieczka do Indii, 2004 (rozdz. Miasto prawd ostatecznych)
- Jerzy Putrament: Na drogach Indii, 1967 (rozdz. Kalkuta)
- Kazimierz Dziewanowski: Księga zdziwień, 1972 (rozdz. Zdumienie i groza: Złoty Bengal – śmierć w promieniach słońca)
- Tadeusz Margul: Indie na co dzień – z notatnika religioznawcy, 1970 (rozdz. Dwie kalkuckie wizyty, Durga Pudża w Kalkucie, Parę migawek kalkuckich, Strajk generalny w Kalkucie)
- Jan Zakrzewski: Wiza do Indii, 1989 (rozdz. Kalkuta)
- Artur Lundkvist: Róża wiatrów, 1969 (z rozdz. Płonące Indie, s. 47–55)
- Wojciech Giełżyński: Aż do najdalszych granic, 1972 (z rozdz. Indie, Indie, otchłań świata – Samo dno 1966)
- Wojciech Giełżyński: Kraj świętych krów i biednych ludzi, 1977 (rozdz. O samym dnie i szczypcie nadziei)
- Janina Rubach – Kuczewska: Życie po hindusku, 1971, s. 120
- Pascal Bruckner: Pariasi, PIW Warszawa 1996, s. 475–509 (rozdz. Nieuleczalni, Sterty szkieletów i Ludzki pył)
- Dan Simmons: Pieśń bogini Kali, Wydawnictwo Alfa 1994
- Kate Brian: Szczęśliwy T-shirt
- Carlos Ruiz Zafón: Pałac Północy
- Mircea Eliade: Majtreji

## Kalkuta w filmie
- Poślubiona
- Młodość
- Calcutta Mail
- Imiennik
- Hey Ram
- 15 Park Avenue
- Przeznaczone do burdelu (dokument)
- Calcutta(inne języki)
- La nuit Bengali(inne języki)
- Lion. Droga do domu